# Тібабишев Микола Кирилович
Микола Кирилович Тібабишев (1915, село Троїцьке, тепер Луганської області — ?) — український радянський діяч, секретар Ворошиловградського (Луганського) обкому КПУ.

## Біографія
Народився в селянській родині.
У 1937 році закінчив Ворошиловградський сільськогосподарський інститут.
З грудня 1938 до 1940 року служив у Червоній армії.
Член ВКП(б) з 1941 року.
З 1941 року — в Червоній армії, учасник німецько-радянської війни. Служив командиром батареї Управління командувача артилерії 2-ї гвардійської армії Воронезького, Сталінградського та Південного фронтів, начальником розвідки 49-ї окремої винищувальної протитанкової артилерійської бригади Резерву головного командування 57-ї армії 4-го та 3-го Українського фронтів.
Перебував на відповідальній роботі. На 1950—1951 роки — начальник Ворошиловградського обласного управління сільського господарства.
У червні 1954 — лютому 1960 року — секретар Ворошиловградського (Луганського) обласного комітету КПУ з питань сільського господарства. 17 листопада 1959 року на засіданні Президії ЦК КПУ був знятий з посади секретаря обкому «за дачу неправильних вказівок при проведенні закупок м'яса в Луганській області».
Подальша доля невідома.
На 1985 рік — персональний пенсіонер.

## Звання
- капітан
- майор

## Нагороди
- орден Леніна (26.02.1958)
- орден Вітчизняної війни І ст. (28.06.1945)
- два ордени Вітчизняної війни ІІ ст. (7.12.1944, 6.04.1985)
- орден Червоної Зірки (2.11.1943)
- медаль «За оборону Сталінграда» (1942)
- медаль «За взяття Будапешта» (1945)
- медаль «За визволення Бєлграда» (1945)
- медаль «За перемогу над Німеччиною у Великій Вітчизняній війні 1941—1945 рр.» (1945)
- медалі